# Crocodilians
Els crocodilians (Crocodilia o Crocodylia) són un ordre de sauròpsids (rèptils) arcosaures que van aparèixer durant el Triàsic superior i, amb poques variacions morfològiques, han arribat als nostres dies.
Són els parents vius més propers de les aus, car els dos grups són els únics supervivents coneguts del clade dels arcosaures, que també incloïa els dinosaures, pterosaures i ictiosaures, entre d'altres grups extingits. Els membres del grup troncal dels crocodilis, el clade dels crurotarsis, aparegueren fa 220 milions d'anys en el Triàsic i presentaren una àmplia diversitat de formes durant l'era Mesozoica. Són els rèptils vivents més grossos.

## Classificació

### Taxonomia
- Superordre Crocodylomorpha
  - Ordre Crocodilia
    - Superfamília Gavialoidea
      - Família Gavialidae
        - Subfamília Gavialinae: gavials
        - Subfamília Tomistominae: falsos gavials

    - Superfamília Alligatoridae
      - Família Alligatoridae
        - Subfamília Diplocynodontinae †
        - Subfamília Alligatorinae: al·ligàtors
        - Subfamília Caimaninae: caimans

    - Superfamília Crocodyloidea
      - Família Crocodylidae: cocodrils
        - Subfamília Mekosuchinae †
        - Subfamília Crocodylinae